# Konstanty Kochanowski
Konstanty Kochanowski herbu Korwin (ur. w kwietniu 1767, zm. 29 sierpnia 1830) – urzędnik w autonomicznych władzach Królestwa Polskiego.
Urodził się w majątku Rajec w woj. sandomierskim, w rodzinie szlacheckiej Kochanowskich herbu Korwin, wywodzącej się z powiatu radomskiego. Jego rodzicami byli Franciszek Kochanowski, miecznik mielnicki 1752, skarbnik 1765, wojski mniejszy 1768, miecznik radomski i szambelan na dworze króla Stanisława Augusta, oraz Róża Kowalska h. Jasieńczyk. Był bratem Michała Kochanowskiego, senatora-kasztelana Królestwa Polskiego. Kształcił się w latach 1777–1788 w Szkole Rycerskiej, a następnie studiował prawo na Uniwersytecie Genewskim. Po ojcu odziedziczył dobra Czerniejówka w krzemienieckiem na Wołyniu.
Był wieloletnim Dyrektorem Generalnym Loterii Krajowej Królestwa Polskiego, przynajmniej od 1812 r. Odznaczony orderem św. Stanisława III klasy.
Z żoną Marianną z Wałeckich (1767-1848) miał dzieci: córkę Zofię Różę (1792-1861) żonę Antoniego hrabiego Puszeta, oficera wojsk napoleońskich, syna Juliana Franciszka (ur. 1794) męża Anny Praksedy Jabłonowskiej, dziedziczki Mianowa, oraz córkę Konstancję (ok. 1803-1864) żonę Walentego Domżalskiego.
Zmarł 29 sierpnia 1830 r. w Warszawie. Pochowany został w katakumbach na Powązkach (rząd 173-6).